# Red Dirt Road
Red Dirt Road è l'ottavo album in studio del duo di musica country statunitense Brooks & Dunn, pubblicato nel 2003.

## Tracce
1. You Can't Take the Honky Tonky Out of the Girl – 3:41
2. Caroline – 3:49
3. When We Were Kings – 4:12
4. That's What She Gets for Loving Me – 2:56
5. Red Dirt Road – 4:20
6. Feels Good Don't It – 2:44
7. I Used to Know This Song by Heart – 4:27
8. Believer – 3:46
9. Memory Town – 4:04
10. She Was Born to Run – 3:41
11. Til My Dyin' Day – 3:03
12. My Baby's Everything I Love – 3:39
13. Good Day to Be Me – 3:39
14. Good Cowboy – 4:23
15. Holy War – 5:09